# Fall of Efrafa
Fall of Efrafa fue una banda británica de crust punk formada en Brighton, Inglaterra en el año 2005. Se separaron en el año 2009 después de completar una trilogía musical conceptual — Owsla (2006), Elil (2007) e Inlé (2009) — inspirada en la mitología creada por Richard Adams en la novela La colina de Watership publicada en 1972.

## Biografía
Originarios de Brighton & Hove, Sussex Oriental, el quinteto fue formado con la única intención de grabar una trilogía de álbumes, titulada The Warren of Snares (El laberinto de las trampas), basándose en una interpretación de la mitología presente en La colina de Watership, novela escrita por Richard Adams y publicada en 1972. La trilogía está compuesta por los álbumes Owsla, Elil e Inlé, los cuales fueron coproducidos por diversos sellos discográficos. En la novela, Efrafa es una colonia de conejos dirigida por un dictador, quien oprime y persigue a quienes osan rebelarse por medio de un cuerpo policíaco de élite conocido como la Owsla. En el contexto conceptual de la banda, Owsla representa a la población en torno a la cual gira la historia, Efrafa representa a la humanidad. En las garras de una dictadura teocrática, la sociedad está al borde del colapso. Con la invasión de los efrafanos, una especie invasiva, la dictadura establecida por estos demanda una fe ciega y total obediencia, además de castigar severamente a quien se atreva a cuestionar. La historia registra el levantamiento de aquellos quienes se han atrevido a desafiar la autoridad del gobierno y la religión, culminando no solo en la destronación de su líder, sino con una amenaza todavía mayor para los efrafanos.
La banda plasma en su música sus propias ideas políticas y sociales, las cuales incluyen los derechos de los animales (todos los integrantes son veganos) y un profundo y remarcado ateísmo; ellos enfatizan en los hábitos destructivos de la humanidad en relación con las religiones, además de la lucha contra la tiranía. Como sus influencias musicales, la banda cita a Agalloch, Godspeed You! Black Emperor, His Hero Is Gone y Neurosis. La trilogía es cíclica y comienza con el final, con Owsla representando el clímax y el eventual renacimiento de la historia. Los pasajes de chelo guían el flujo de la historia representando el ascenso y caída de los imperios y nuestra incapacidad para aprender de los errores del pasado.
El primer material de la banda, Owsla, fue lanzado en el año 2006, combinando sonidos de D-beat con los sonidos melancólicos del post-rock, con algunas influencias de post metal. El título del álbum es una palabra en 'idioma lapino' (la lengua de los conejos) que en la novela define a los guerreros de élite de las colonias, quienes usualmente toman ventaja de su posición para cometer abusos sobre otros conejos. En el contexto del álbum, Owsla es un nombre otorgado a todo mundo por un líder despótico, con la intención de dar a su pueblo una falsa sensación de empoderamiento, lo que conlleva a una posterior rebelión contra Efrafa.
El segundo álbum, Elil ("enemigo" en idioma lapino), lanzado un año después que Owsla, está dividido en tres canciones, todas ellas de más de 20 minutos de duración. El estilo musical abarca pasajes lentos que van desde el post rock/ post metal hasta un sonido crust punk con toques melódicos, otorgando una atmósfera sombría y melancólica, tomando de igual forma influencias del doom metal. La línea conceptual continua con una vista psicológica de aquellos dentro de la sociedad que pelean contra la opresión religiosa, interna y externamente.
Su último álbum, Inlé, fue lanzado en el año 2009. El sonido de este álbum se mantuvo firmemente definido por el doom metal, que en sus trabajos anteriores solo fue tomado como influencia, creando una atmósfera emotiva y desoladora. La portada muestra una representación de Inlé, el conejo negro de la muerte, anticipando el tipo de atmósfera que se va a experimentar, divididos en 7 sombríos y melancólicos temas. La historia comienza en este álbum; una sociedad al borde de la autodestrucción, un gobernante maniático que empuña una ideología teocrática de abusos y opresión, quien no toma medidas ante una amenaza mucho mayor: la invasión de la humanidad sobre su tierra.
Después de lanzar el último álbum, la banda se separó, teniendo como único objetivo la realización de la trilogía. Poco después, los tres álbumes fueron editados en un boxset titulado The Warren of Snares. Su último concierto fue el 5 de diciembre de 2009 en Brighton. Posteriormente, el vocalista Alex CF formó parte de un gran número de bandas conceptuales, tales como Momentum, Light bearer, Anopheli, Archivist y Morrow.
Los guitarristas Steve McCusker y Neil Kingsbury decidieron formar una banda de drone rock llamada Blackstorm (2007-2014) ubicada igualmente en Brighton. Kingsbury también formó parte de Orange Goblin como guitarrista de apoyo para sus presentaciones en vivo de su 20 aniversario en el año 2013, así como en el Desertfest del año 2015 y en el festival Earthtone desde el año 2016 hasta 2018, en esa ocasión tocando el bajo.
Adicional a la trilogía, produjeron tres EP: uno en conjunto con Down to Agony (2007), Tharn (una colaboración con Paper Aeroplane) (2008) y The Burial (2009), además de un DVD con material audiovisual tomado durante su gira por Estados Unidos y su presentación final en el Westhill Hall en Brighton el 5 de diciembre de 2009, así como fotografías y cubiertas inéditas.

## Discografía

### Álbumes de estudio
- 2006 – Owsla (Alerta Antifascista, Behind the Scenes, Deskontento Records, Fight For Your Mind, Symphony of Destruction)
- 2007 – Elil (Alerta Antifascista, Behind the Scenes, Be-Part.Records, Deskontento Records, Fight For Your Mind, Halo of Flies Records,  Sound Devastation Records, Symphony of Destruction)
- 2009 – Inlé (Alerta Antifascista, Behind the Scenes, Denovali Records, Halo of Flies Records, Sound Devastation Records)

### Splits y EP
- 2007 – Down to Agony / Fall of Efrafa split (Alerta Antifascista, Behind the Scenes, Be-Part.Records, Contraszt! Records, Laboratorio 12, Sadness of Noise Records)
- 2008 – Tharn (Sound Devastation Records, Tadpole Records)
- 2009 – The Burial (Tadpole Records)

### Recopilaciones
- 2010 – The Warren of Snares

## Videografía
- 2010 – "The Road"

## Integrantes
- Michael Douglas – bajo
- George Miles – batería
- Neil Kingsbury – guitarra
- Alex CF– voz
- Steven McCusker – guitarra